# Niclas Ekberg

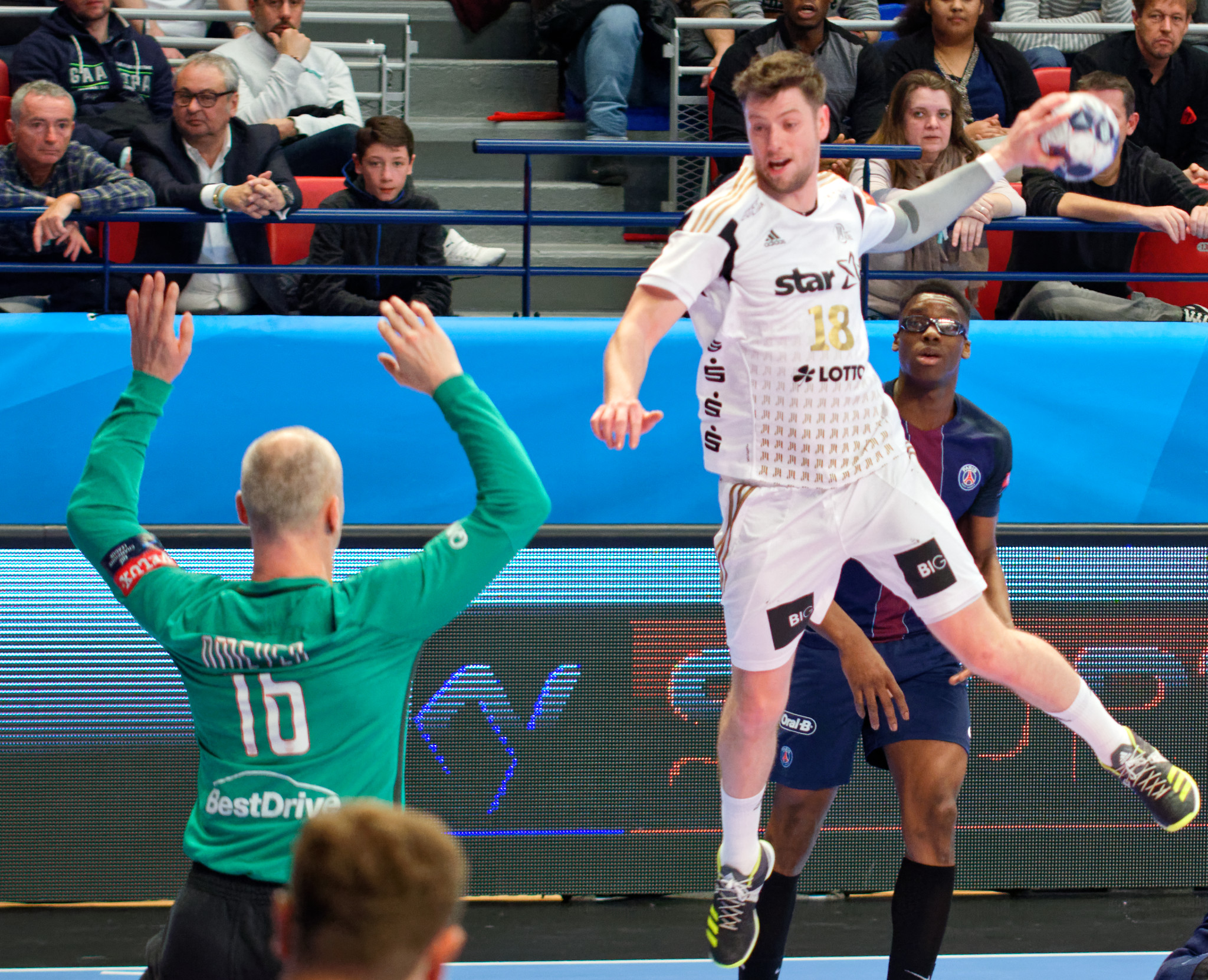
Niclas Ekberg med THW Kiel, 2017.

Lars Niclas Ekberg, född 23 december 1988 i Ystad, är en svensk handbollsspelare (högersexa).
Från VM 2017 till 2019 var Ekberg lagkapten för Sveriges landslag. Hans företrädare var Jonas Källman, som under en kort period var lagkapten efter att försvarsspecialisten Tobias Karlsson avslutat sin landslagskarriär i september 2016. I maj 2019 aviserade Ekberg att han tog en paus tills vidare från landslaget, på grund av familjeskäl. Han återkom till landslaget 2021 i och med uttagningen till årets OS- och EM-kval. Han avslutade sin landslagskarriär 2023, men den tog ny fart när han presenterades i truppen till VM 2025.
3 oktober 2021 blev han med sitt 1333:e mål främste målskytt genom tiderna för THW Kiel i Bundesliga.

## Karriär
Niclas Ekberg inledde karriären i IFK Ystad. Efter att 2009 ha kommit tvåa i elitseriens skytteliga med sina 188 mål, blev han vald till Årets komet och till sydöstra Skånes främsta idrottsutövare. Han blev även tilldelad priset året därpå. 2009 gick han till lokalkonkurrenten Ystads IF och spelade där en säsong.
2010 blev han utlandsproffs, i det storsatsande danska laget AG Köpenhamn. Han spelade där två säsonger. Laget utklassade allt inhemskt motstånd men lyckades inte nå hela vägen i EHF Champions League, trots medspelare som Mikkel Hansen, Kasper Hvidt, Guðjón Valur Sigurðsson och Ólafur Stefánsson. Som bäst kom laget 2012 till Champions Leagues Final Four, men blev utslagna i semifinal mot BM Atlético de Madrid. Efter säsongen gick laget i konkurs och Ekberg värvades av det tyska storlaget THW Kiel.
Perioden i THW Kiel inleddes med att man vann Bundesliga tre år i rad. Ekberg konkurrerade de första åren främst med tyske landslagsmannen Christian Sprenger. Ekberg fick dock mest speltid, och växte successivt till att bli en nyckelspelare även i det här laget.
2020 blev THW Kiel Champions League-mästare, och där blev Ekberg både etta i skytteligan och inröstad till EHF Champions League 2019/20 All-star team. Samma år vann han tillsammans med THW Kiel också Bundesliga. 
I finalen i EM 2022, avgjorde Niclas Ekberg matchen på straffkast, Sverige vann med 27-26 mot Spanien. I VM 2023 kom han med i All Star Team som bäste högersexa.

## Meriter

### Med klubblag
- Svensk mästare 2025 med Ystads IF
- Tysk mästare 2013, 2014, 2015, 2020, 2021 och 2023 med THW Kiel
- Tysk cupmästare 2013, 2017, 2019 och 2022 med THW Kiel
- Tysk supercupmästare 2014, 2015, 2020, 2021, 2022 och 2023 med THW Kiel
- Dansk mästare 2011 och 2012 med AG Köpenhamn
- EHF European League-mästare 2019 med THW Kiel
- Champions League-mästare 2020 med THW Kiel

### Med landslaget
- EM 2010 i Österrike: 15:e
- VM 2011 i Sverige: 4:a
- EM 2012 i Serbien: 12:a
- OS 2012 i London:  Silver
  - OS-turneringens skyttekung
- EM 2014 i Danmark: 7:a
- VM 2015 i Qatar: 10:a
- EM 2016 i Polen: 8:a
- VM 2017 i Frankrike: 6:a
- EM 2018 i Kroatien:  Silver
- VM 2019 i Danmark och Tyskland: 5:a
- OS 2020 i Tokyo: 5:a
- EM 2022 i Ungern och Slovakien:  Guld
- VM 2023 i Sverige och Polen: 4:a